# Rhacocleis derrai
Rhacocleis derrai är en insektsart som beskrevs av Carl Otto Harz 1983. Rhacocleis derrai ingår i släktet Rhacocleis och familjen vårtbitare. Inga underarter finns listade i Catalogue of Life.